# Discovery Channel Pro Cycling Team
Discovery Channel Pro Cycling Team (bis 2004: US Postal Service Pro Cycling Team) war ein Radsportteam aus den USA.

## Organisation
Die Mannschaft wurde 1996 unter dem Namen US Postal Service Pro Cycling Team überwiegend mit Personal der zuvor aufgelösten Mannschaft Motorola gegründet. Nach dem Rückzug des US Postal Service aus dem Radsport mit Ablauf der Saison 2004 übernahm der amerikanische Fernsehsender Discovery Channel das Sponsoring des Teams mit einem Budget von 12 Millionen US-Dollar/Jahr. Im sportlichen und wirtschaftlichen Bereich gelang es den Führungspersonen in der Mannschaft um Lance Armstrong, die Verträge der meisten Radrennfahrer zu verlängern und auch einige neue Fahrer zu verpflichten. Sportlicher Leiter der Mannschaft war wie schon bei US Postal der Belgier Johan Bruyneel. Seit November 2006 bestand eine Kooperation mit dem chinesischen Marco Polo Cycling Team, das in der Saison 2007 unter dem Namen Discovery Channel-Marco Polo fuhr.
Am 8. Dezember 2006 beschloss der Verband der UCI ProTeams IPCT, das Team Discovery Channel in einer kommenden Sitzung am 11. Januar 2007 auszuschließen, da mit der Verpflichtung des in den Dopingskandal Fuentes verwickelten Ivan Basso ein Verstoß gegen den Ethikcode vorliegen würde. Mit 8 zu 7 Stimmen entschieden sich die Mitglieder jedoch gegen einen Ausschluss. Da im April 2007 neues belastendes Material gegen Basso auftauchte, wurde er erst von der Teamleitung suspendiert und löste einige Tage später seinen Zweijahresvertrag selbst auf.
Discovery Channel zog sich Ende 2007 als Sponsor aus dem Radsport zurück. Da die Mannschaft keinen neuen Sponsor finden konnte, wurde sie Ende 2007 aufgelöst. Bruyneel und viele Fahrer wechselten zum kasachischen Team Astana.

## Sportliches Profil und Doping
Bekannt wurde die Mannschaft vor allem durch die sechs Siege bei der Tour de France, die Lance Armstrong von 1999 bis 2004 im US Postal-Trikot und einen siebten Erfolg 2005 für Discovery Channel einfuhr (nachträglich wegen Dopings aberkannt). Teamchef Bruyneel und Armstrong bauten in dieser Zeitspanne gemeinsam systematisch eine Mannschaft auf, die wie kein Team zuvor völlig und ausschließlich auf die Unterstützung Armstrongs bei der Tour de France ausgerichtet war. Den Kern der Mannschaft bildeten seit Armstrongs erstem Sieg der Allrounder George Hincapie und der Zeitfahrspezialist Wjatscheslaw Jekimow. Dazu wurden jedes Jahr starke Bergfahrer wie Roberto Heras, José Luis Rubiera, Manuel Beltrán und José Azevedo als „Edelhelfer“ verpflichtet. Spitzenprofis mit eigenen Ambitionen verließen das Team, z. B. Tyler Hamilton, Levi Leipheimer, Tom Boonen und schließlich auch Roberto Heras. Die wichtige Rolle der Mannschaft bei Lance Armstrongs Siegen wird durch die starke Platzierung US Postals bei dem Mannschaftszeitfahren der Tour verdeutlicht, welches sie 2003, 2004 und 2005 gewinnen konnten.
Im Oktober 2012 veröffentlichte die US-Antidopingagentur USADA die Ergebnisse ihrer Dopingermittlungen im Fall Armstrong. Der Report führte aus, dass das Team das anspruchsvollste, professionellste und erfolgreichste Dopingprogramm der Sportgeschichte betrieben habe. Der Report beinhaltete belastende Aussagen von elf ehemaligen Fahrern darunter Frankie Andreu, Tyler Hamilton, George Hincapie, Floyd Landis, Levi Leipheimer, welche den Gebrauch von Erythropoietin (EPO), Bluttransfusionen, Testosteron und anderen verbotenen Substanzen und Methoden durch das Team beschrieben. Am 22. Oktober erkannte der Weltradsportverband UCI auf dieser Grundlage alle von Armstrong seit dem 1. August 1998 erzielten Ergebnisse wegen Dopings ab, also auch alle sieben Tour-de-France-Siege.

## Saison 2006

### Erfolge in der UCI ProTour
Bei den Rennen der UCI ProTour im Jahr 2006 gelangen dem Team nachstehende Erfolge.
| Datum         | Rennen                     | Fahrer              |
| ------------- | -------------------------- | ------------------- |
| 25. April     | Prolog Tour de Romandie    | Paolo Savoldelli    |
| 6. Mai        | Prolog Giro d’Italia       | Paolo Savoldelli    |
| 14. Juli      | 12. Etappe Tour de France  | Jaroslaw Popowytsch |
| 1. August     | Prolog Deutschland Tour    | Wladimir Gussew     |
| 20. August    | 4. Etappe ENECO Tour       | George Hincapie     |
| 4. September  | 1. Etappe Polen-Rundfahrt  | Max van Heeswijk    |
| 6. September  | 11. Etappe Vuelta a España | Egoi Martínez       |
| 13. September | 17. Etappe Vuelta a España | Tom Danielson       |

### Erfolge in den Continental Circuits
Bei den Rennen des UCI Continental Circuits gelangen dem Team nachstehende Erfolge.
| Datum        | Rennen                                | Fahrer              |
| ------------ | ------------------------------------- | ------------------- |
| 28.–30. März | Gesamtwertung Drei Tage von De Panne  | Leif Hoste          |
| 19. April    | 2. Etappe Tour de Georgia             | Jaroslaw Popowytsch |
| 22. April    | 5. Etappe Tour de Georgia             | Tom Danielson       |
| 3.–9. Juli   | Gesamtwertung Österreich-Rundfahrt    | Tom Danielson       |
| 19.–23. Juli | Gesamtwertung Sachsen-Tour            | Wladimir Gussew     |
| 30. August   | 2. Etappe Tour of Britain             | Roger Hammond       |
| 3. September | US-amerikanische Straßenmeisterschaft | George Hincapie     |

## Saison 2007

### Erfolge in der UCI ProTour
Bei den Rennen der UCI ProTour im Jahr 2007 gelangen dem Team nachstehende Erfolge.
| Datum         | Rennen                         | Fahrer              |
| ------------- | ------------------------------ | ------------------- |
| 15. März      | 4. Etappe Paris–Nizza          | Alberto Contador    |
| 16. März      | 5. Etappe Paris–Nizza          | Jaroslaw Popowytsch |
| 18. März      | 7. Etappe Paris–Nizza          | Alberto Contador    |
| 11.–18. März  | Gesamtwertung Paris–Nizza      | Alberto Contador    |
| 23. Mai       | 3. Etappe Katalonien-Rundfahrt | Allan Davis         |
| 22. Juni      | 7. Etappe Tour de Suisse       | Wladimir Gussew     |
| 22. Juli      | 14. Etappe Tour de France      | Alberto Contador    |
| 28. Juli      | 19. Etappe Tour de France      | Levi Leipheimer     |
| 7.–29. Juli   | Gesamtwertung Tour de France   | Alberto Contador    |
| 15. September | 14. Etappe Vuelta a España     | Jason McCartney     |

### Erfolge in den Continental Circuits
Bei den Rennen des UCI Continental Circuits gelangen dem Team nachstehende Erfolge.
| Datum             | Rennen                                   | Fahrer            |
| ----------------- | ---------------------------------------- | ----------------- |
| 18. Februar       | Prolog Kalifornien-Rundfahrt             | Levi Leipheimer   |
| 23. Februar       | 5. Etappe Kalifornien-Rundfahrt          | Levi Leipheimer   |
| 18.–25. Februar   | Gesamtwertung Kalifornien-Rundfahrt      | Levi Leipheimer   |
| 2. März           | 4. Etappe Valencia-Rundfahrt             | Alberto Contador  |
| 29. März          | 4. Etappe Vuelta a Castilla y León       | Alberto Contador  |
| 26.–30. März      | Gesamtwertung Vuelta a Castilla y León   | Alberto Contador  |
| 18. April         | 3. Etappe Tour de Georgia                | Gianni Meersman   |
| 19. April         | 4. Etappe Tour de Georgia                | Levi Leipheimer   |
| 20. April         | 5. Etappe Tour de Georgia                | Levi Leipheimer   |
| 16.–22. April     | Gesamtwertung Tour de Georgia            | Janez Brajkovič   |
| 1. Juni           | 3. Etappe Belgien-Rundfahrt              | Wladimir Gussew   |
| 30. Mai – 3. Juni | Gesamtwertung Belgien-Rundfahrt          | Wladimir Gussew   |
| 29. Juni          | Russische Zeitfahrmeisterschaft          | Wladimir Gussew   |
| 1. Juli           | Belgische Straßen-Radmeisterschaft       | Stijn Devolder    |
| 12. Juli          | 5. Etappe Österreich-Rundfahrt           | Gianni Meersman   |
| 14. Juli          | 7. Etappe Österreich-Rundfahrt           | Stijn Devolder    |
| 8.–15. Juli       | Gesamtwertung Österreich-Rundfahrt       | Stijn Devolder    |
| 14. Juli          | 1. Etappe Tour of Qinghai Lake           | Allan Davis       |
| 16. Juli          | 3. Etappe Tour of Qinghai Lake           | Allan Davis       |
| 18. Juli          | 5. Etappe Tour of Qinghai Lake           | Allan Davis       |
| 19. Juli          | 6. Etappe Tour of Qinghai Lake           | Allan Davis       |
| 21. Juli          | 8. Etappe Tour of Qinghai Lake           | José Luis Rubiera |
| 22. Juli          | 9. Etappe Tour of Qinghai Lake           | Allan Davis       |
| 13. August        | 2. Etappe Tour de l’Ain                  | Brian Vandborg    |
| 2. September      | US-amerikanische Straßenradmeisterschaft | Levi Leipheimer   |
| 12. September     | 2. Etappe Tour of Missouri               | George Hincapie   |
| 13. September     | 3. Etappe Tour of Missouri               | Levi Leipheimer   |
| 11.–16. September | Gesamtwertung Tour of Missouri           | George Hincapie   |

### Abgänge-Zugänge
| Zugänge          | Team 2006                    | Abgänge               | Team 2007        |
| ---------------- | ---------------------------- | --------------------- | ---------------- |
| Sérgio Paulinho  | Astana                       | Wjatscheslaw Jekimow  | Karriereende     |
| Levi Leipheimer  | Gerolsteiner                 | Leif Hoste            | Predictor-Lotto  |
| Tomas Vaitkus    | ag2r Prévoyance              | Jurgen Van Den Broeck | Predictor-Lotto  |
| Gianni Meersman  | Neoprofi                     | Manuel Beltrán        | Liquigas         |
| Uroš Murn        | Phonak Hearing Systems       | Max van Heeswijk      | Rabobank         |
| Li Fuyu          | Neoprofi                     | José Azevedo          | Benfica Lissabon |
| Antonio Cruz     | Toyota-United                | Paolo Savoldelli      | Astana           |
| Brian Vandborg   | CSC                          | Roger Hammond         | T-Mobile         |
| Steve Cummings   | Landbouwkrediet-Tönissteiner | Benoît Joachim        | Astana           |
| Ivan Basso       | CSC                          | Gennadi Michailow     | Astana           |
| Alberto Contador | Astana                       | Michael Barry         | T-Mobile         |
| Allan Davis      | Astana                       |                       |                  |
| John Devine      | Neoprofi                     |                       |                  |

### Mannschaft 2007
| Name                | Geburtstag        | Nationalität           | Team 2008                    |
| ------------------- | ----------------- | ---------------------- | ---------------------------- |
| Fumiyuki Beppu      | 10. April 1983    | Japan                  | Skil-Shimano                 |
| Wolodymyr Bileka    | 6. Februar 1979   | Ukraine                | Silence-Lotto                |
| Janez Brajkovič     | 18. Dezember 1983 | Slowenien              | Team Astana                  |
| Alberto Contador    | 6. Dezember 1982  | Spanien                | Team Astana                  |
| Antonio Cruz        | 31. Oktober 1971  | Vereinigte Staaten     | BMC Racing Team              |
| Steve Cummings      | 19. März 1981     | Vereinigtes Königreich | Team Barloworld              |
| Tom Danielson       | 13. März 1978     | Vereinigte Staaten     | Slipstream-Chipotle          |
| Allan Davis         | 27. Juli 1980     | Australien             | Mitsubishi-Jartazi           |
| John Devine         | 2. November 1985  | Vereinigte Staaten     | Team High Road               |
| Stijn Devolder      | 29. August 1979   | Belgien                | Quick Step                   |
| Wladimir Gussew     | 4. Juli 1982      | Russland               | Team Astana                  |
| George Hincapie     | 29. Juni 1973     | Vereinigte Staaten     | Team High Road               |
| Levi Leipheimer     | 24. Oktober 1973  | Vereinigte Staaten     | Team Astana                  |
| Li Fuyu             | 9. Mai 1978       | Volksrepublik China    | Discovery Channel-Marco Polo |
| Trent Lowe          | 8. Oktober 1984   | Australien             | Slipstream-Chipotle          |
| Egoi Martínez       | 15. Mai 1978      | Spanien                | Euskaltel-Euskadi            |
| Jason McCartney     | 3. September 1973 | Vereinigte Staaten     | Team CSC                     |
| Gianni Meersman     | 5. Dezember 1985  | Belgien                | Française des Jeux           |
| Uroš Murn           | 9. Februar 1975   | Slowenien              | Adria Mobil                  |
| Benjamín Noval      | 23. Januar 1979   | Spanien                | Team Astana                  |
| Pavel Padrnos       | 17. Dezember 1970 | Tschechien             | Karriereende                 |
| Sérgio Paulinho     | 26. März 1980     | Portugal               | Team Astana                  |
| Jaroslaw Popowytsch | 4. Januar 1980    | Ukraine                | Silence-Lotto                |
| José Luis Rubiera   | 27. Januar 1973   | Spanien                | Team Astana                  |
| Tomas Vaitkus       | 4. Februar 1982   | Litauen                | Team Astana                  |
| Brian Vandborg      | 4. Dezember 1981  | Dänemark               | Team GLS                     |
| Jurgen Van Goolen   | 28. November 1980 | Belgien                | Team CSC                     |
| Matthew White       | 22. Februar 1974  | Australien             | Karriereende                 |

## Platzierungen in UCI-Ranglisten
UCI-Weltrangliste
| Saison | Mannschaftswertung | Fahrerwertung              |
| ------ | ------------------ | -------------------------- |
| 1995   | 38.                | Darren Baker (371.)        |
| 1996   | 23.                | Tomasz Brożyna (152.)      |
| 1997   | 16.                | Wjatscheslaw Jekimow (15.) |
| 1998   | 15.                | Lance Armstrong (25.)      |
| 1999   | 13.                | Lance Armstrong (7.)       |
| 2000   | 11.                | Lance Armstrong (4.)       |
| 2001   | 9.                 | Lance Armstrong (4.)       |
| 2002   | 3.                 | Lance Armstrong (2.)       |
| 2003   | 10.                | Lance Armstrong (8.)       |
| 2004   | 6.                 | Lance Armstrong (7.)       |

UCI ProTour
| Saison | Mannschaftswertung | Fahrerwertung         |
| ------ | ------------------ | --------------------- |
| 2005   | 8.                 | Lance Armstrong (5.)  |
| 2006   | 4.                 | George Hincapié (14.) |
| 2007   | 7.                 | Alberto Contador (3.) |